# Джуров, Добри
Добри Маринов Джуров (5 января 1916, село Врабево, Ловечская область — 17 июня 2002, София) — болгарский военный и государственный деятель, генерал армии (1964).

## Молодые годы
Из крестьян. Учился в духовной семинарии в Софии, откуда был исключен за революционную деятельность. Впоследствии сумел завершить духовное образование в Пловдиве. Будучи гимназистом, в 1932 году вступил в Рабочий молодёжный союз Болгарии (коммунистическая молодёжная организация). В 1937 году арестован за революционную деятельность, приговорён к 1 году тюрьмы, в следующем году освобождён. После освобождения работал на текстильной фабрике и в том же 1938 году вступил в Болгарскую коммунистическую партию (БКП). В 1939—1940 годах служил на срочной службе в болгарской армии, солдат 25-го пехотного полка. За время службы создал в полку коммунистическую подпольную организацию. После демобилизации жил и работал в Софии, с декабря 1942 года — член Военной организации БКП.

## Партизанская борьба
После нападения нацистской Германии на СССР в 1941 году руководство БКП взяло курс на подготовку массовой вооруженной борьбы против режима царя Бориса III, как сателлита Адольфа Гитлера. Этими вопросами занимался и Джуров. В апреле — декабре 1941 года вторично призывался в армию, служил в оккупированной болгарскими войсками греческой области Фракии. В апреле 1942 года арестован за коммунистическую деятельность и отправлен в концлагерь «Кресто поле», но вскоре сумел бежать. Заочно приговорён военно-полевым судом к смертной казни. В годы войны действовал под псевдонимом «Лазар».
После побега направлен в партизанский отряд. Сначала командовал подразделением, в сентябре 1942 года стал политкомиссаром отряда «Чавдар», затем его командиром. На должности политкомиссара его сменил Тодор Живков, будущий многолетний руководитель Болгарии. Хотя отряд долгое время был малочисленным, а в 1943 году практически полностью разбит правительственными частями, он сумел нанести ряд успешных ударов по войскам и полиции и приобрел значительный авторитет в партизанском движении. В апреле 1944 года на базе отряда была сформирована одна из первых партизанских бригад «Чавдар», командиром которой стал Джуров. Во время Сентябрьского восстания 1944 года бригада блокировала дороги от Софии на север страны, сорвав попытку переброски правительственных войск.

## Коммунистический режим
После победы восстания и установления в стране власти Отечественного фронта, полностью находившегося под влиянием БКП, Джуров стал первым начальником Софийского областного управления милиции в звании полковника. В 1945 году переведён в Болгарскую Народную армию и направлен в СССР на учёбу, в 1947 году окончил Военную академию имени М. В. Фрунзе. С 1951 года командовал дивизией в Болгарской Народной Армии, с 1953 года — командующий 3-й армией. С 1956 года — заместитель министра народной обороны. С 1957 года вновь в СССР, окончил Военную академию Генерального штаба в 1959 году. Затем вновь заместитель министра народной обороны НРБ.
С 17 марта 1962 года — министр народной обороны Народной Республики Болгарии. Занимал этот пост 28 лет, стал одним из влиятельнейших лиц в стране. В 1962 году присвоено воинское звание генерал армии Болгарии. Один из наиболее близких к Тодору Живкову руководителей. С 1958 года — кандидат в члены ЦК БКП, с 1962 года — член ЦК БКП. С 1974 года — кандидат в члены Политбюро ЦК БКП, с 1977 года — член Политбюро.
Тем не менее, вместе с Андреем Лукановым и Петром Младеновым, стал одним из инициаторов снятия Тодора Живкова с поста Генерального секретаря ЦК БКП на Пленуме ЦК БКП 10 ноября 1989 года. С февраля 1990 года — член Президиума Высшего партийного совета БКП. Позднее категорически отрицал утверждения, что отстранение Живкова произошло по указанию из Москвы.

## В посткоммунистической Болгарии
После отстранения Живкова находившаяся в глубоком кризисе БКП не смогла удержать власть. 22 августа 1990 года Джуров был снят с поста министра обороны, в декабре 1990 года — освобождён от должности члена Политбюро ЦК БКП. В 1991 году лишен депутатского мандата в Народном собрании Болгарии. Жил в Софии. Политическим преследованиям, одно время довольно широко имевшим место в Болгарии в 90-х годах, не подвергался, но против его сына возбуждались несколько уголовных дел (все прекращены за отсутствием состава преступления). Почти не давал интервью, но написал книгу воспоминаний «Мургаш» (кроме вышедших ещё в 60-х годах мемуаров о партизанской борьбе).
Скончался на 86-м году жизни. Похоронен в Софии с воинскими почестями, в присутствии нескольких тысяч граждан.
Герой Народной Республики Болгария (1976), Герой Социалистического Труда (1986). Награждён тремя орденами Георгия Димитрова, орденом «13 веков Болгарии», двумя орденами Ленина (СССР), орденами других государств.

## Воинские звания
- Полковник (1944)
- Генерал-майор (1950)
- Генерал-лейтенант (1959)
- Генерал-полковник (1962)
- Генерал армии (1964)

## Семья
С супругой Еленой он познакомился ещё в партизанском отряде, они прожили вместе 60 лет.

Дети:
- Чавдар (1946—1972), капитан-инженер, известный парашютист, рекордсмен мира по высоте ночного парашютного прыжка (13 км), погиб в авиакатастрофе реактивного самолёта L-29[2][3];
- Спартак (род. в 1952), капитан 2-го ранга, командир корабля болгарского ВМФ, в 1990 году уволен из Вооруженных Сил, работает инженером на морском заводе в Варне;
- Аксиния[болг.] (род. в 1942) — названа в честь старшей сестры, которая умерла ребёнком в 1941 г.[4]. Специалист в области истории искусства, филологии и кодикологии, с 2008 года является членом-корреспондентом Болгарской академии наук.

## Киновоплощения
В киноэпопее «Солдаты свободы» (1977) роль Добри Джурова сыграл Антон Горчев.